# Internationaal Botanisch Congres

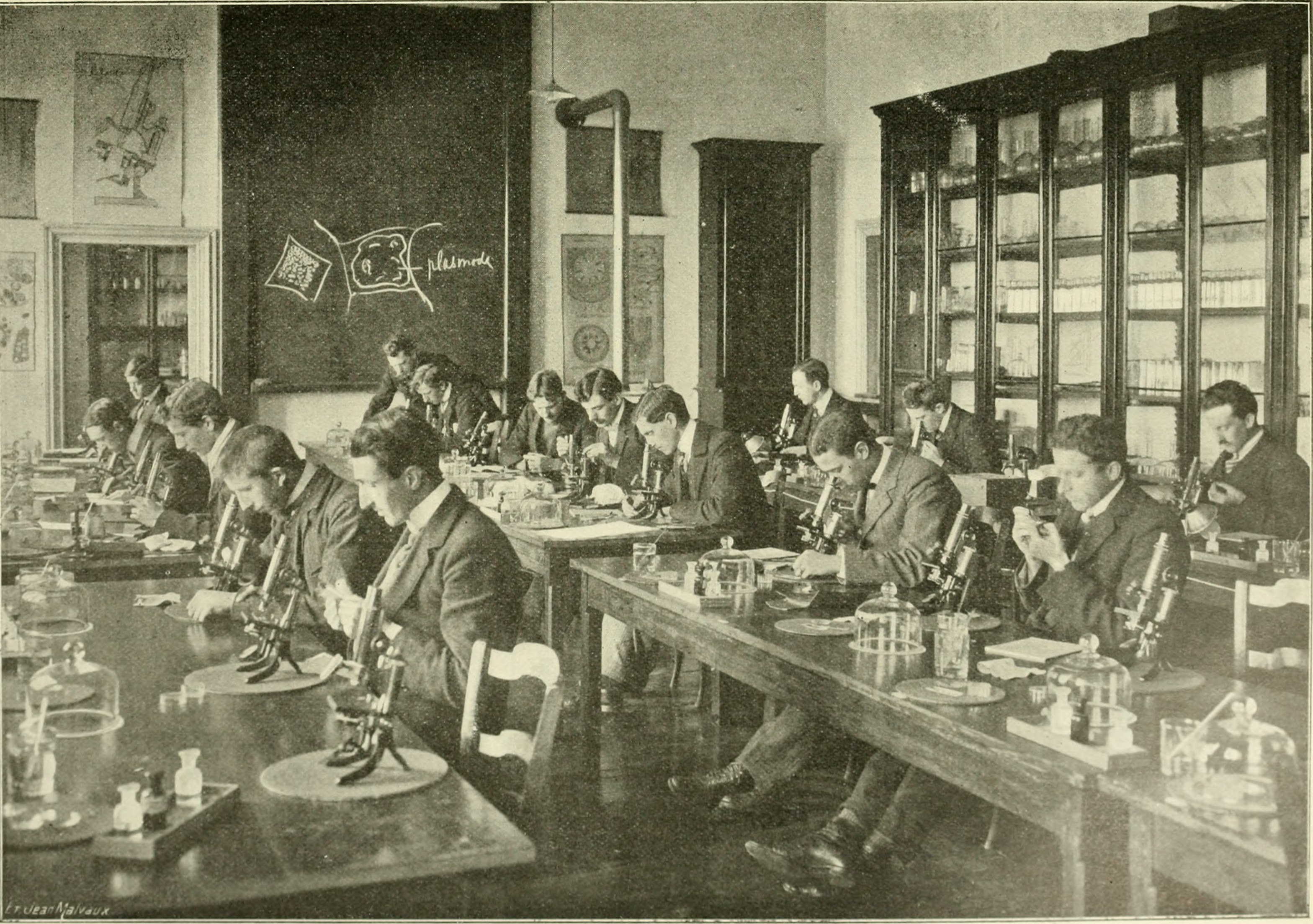
Botanici aan het werk tijdens het derde Internationaal Botanisch Congres van Brussel in 1910

Het Internationaal Botanisch Congres (Engels: International Botanical Congress (IBC)) is een periodiek (tegenwoordig veelal zesjaarlijks) congres van botanici uit de hele wereld. De organisatie ervan ligt in handen van de International Association of Botanical and Mycological Societies (IABMS).
Enkel op dit congres kunnen de vastgelegde regels van de botanische nomenclatuur, zoals verzameld in de International Code of Nomenclature for algae, fungi, and plants, gewijzigd worden. Formeel gebeurt dit in de plenaire zitting van het congres waar de besluiten van de afdeling Nomenclatuur geratificeerd worden. Deze afdeling komt voorafgaandelijk aan het eigenlijke congres bijeen en behandelt alle voorstellen tot wijziging van de botanische nomenclatuur.

## Geschiedenis
Het eerste congres vond plaats in 1900 en vloeide voort uit de internationale tuinbouwcongressen die vanaf 1864 op onregelmatige tijdstippen werden georganiseerd en waar reeds afspraken over de botanische nomenclatuur werden vastgelegd. Het eerste congres onder de benaming Internationaal Botanisch Congres vond plaats in het kader van de Wereldtentoonstelling van 1900 te Parijs en telde 230 deelnemers.
Tijdens het tweede congres in 1905, dat in de Oostenrijkse hoofdstad Wenen werd gehouden, werd besloten om de eerste druk van het werk Species plantarum (1753) van Carl Linnaeus te laten gelden als het formele (eerste) beginpunt van de botanische nomenclatuur.

## Overzicht van de congressen
| Nr    | Jaar | Plaats       | Land             |
| ----- | ---- | ------------ | ---------------- |
| I     | 1900 | Parijs       | Frankrijk        |
| II    | 1905 | Wenen        | Oostenrijk       |
| III   | 1910 | Brussel      | België           |
| IV    | 1926 | Ithaca       | Verenigde Staten |
| V     | 1930 | Cambridge    | Groot-Brittannië |
| VI    | 1935 | Amsterdam    | Nederland        |
| VII   | 1950 | Stockholm    | Zweden           |
| VIII  | 1954 | Parijs       | Frankrijk        |
| IX    | 1959 | Montreal     | Canada           |
| X     | 1964 | Edinburgh    | Groot-Brittannië |
| XI    | 1969 | Seattle      | Verenigde Staten |
| XII   | 1975 | Leningrad    | Sovjet-Unie      |
| XIII  | 1981 | Sydney       | Australië        |
| XIV   | 1987 | West-Berlijn | West-Duitsland   |
| XV    | 1993 | Tokio        | Japan            |
| XVI   | 1999 | Saint Louis  | Verenigde Staten |
| XVII  | 2005 | Wenen        | Oostenrijk       |
| XVIII | 2011 | Melbourne    | Australië        |
| XIX   | 2017 | Shenzhen     | China            |